# Tuvia Tenenbom
 (décembre 2020).
Si vous disposez d'ouvrages ou d'articles de référence ou si vous connaissez des sites web de qualité traitant du thème abordé ici, merci de compléter l'article en donnant les références utiles à sa vérifiabilité et en les liant à la section « Notes et références ».
Tuvia Tenenbom (en hébreu טוביה טננבום, né en 1957 à Bnei Brak) est un dramaturge, metteur en scène et écrivain israélo-américain, connu aussi comme journaliste et éditorialiste (Die Zeit, le Corriere della Sera...) et comme fondateur et directeur du Théâtre juif en anglais de New York. Il est l'auteur des best sellers Je dors dans la chambre de Hitler (2010) et Attrape le Juif ! (2014). En 2017, il publie deux nouveaux livres : le récit de ses rencontres avec des américains à travers tous les États-Unis (The Lies They Tell), ainsi qu'une enquête auprès des migrants en Allemagne (Allein unter Flüchtlingen).   

## Biographie
Tuvia Tenenbom naît dans une famille juive ultraorthodoxe à Bnei Brak, près de Tel Aviv. Sa mère est une survivante d'un camp de concentration nazi et son père aussi fut sauvé dans son enfance de l'Holocauste par l'émigration. La plupart des membres de leur famille sont morts dans l'Holocauste.  Tenenbom vit son enfance dans le quartier de Méa Shéarim de Jérusalem, où il étudia dans une yeshivah harédi. Puis il choisit de se transférer dans des yeshivahs du sionisme religieux, parmi lesquelles la Yechivat Merkaz Harav à Jérusalem. Par la suite il abandonna la pratique religieuse orthodoxe. Il fit son service militaire dans une unité de blindés. En 1981 il s'établit aux États-Unis. Il se maria avec Isy, élevée en Autriche et Belgique, après l'avoir connue lors d'un de ses voyages en Europe. Elle participe à ses projets comme productrice et photographe.
Aux États-Unis Tenenbom  étudia la littérature anglaise et obtint son doctorat dans ce domaine à l'Université catholique St.John de New York. Il passa aussi une licence en mathématiques et informatique au Touro College de New York, et une maîtrise  MFA en dramaturgie à l'Université de la Ville de New York à Brooklyn. Il étudia aussi le christianisme et l'islam en Israël et à New-York, et étudia aussi le journalisme, le métier d'acteur, le théâtre et la finance à l'Université de New York (NYU).  
Comme journaliste, il collabora entre autres au Zeit (Fett wie ein Turnschuh - Gros comme un soulier de gym) en Allemagne, au Corriere della sera en Italie, au Yediot Aharonot en Israël, et au réseau Fox aux  États-Unis.
Tuvia Tenenbom parle l'anglais, l'hébreu, l'arabe, le yiddish et l'allemand.

## Je dors dans la chambre de Hitler
En 2011 Tenenbom  publia  Je dors dans la chambre de Hitler, un livre contenant la description à la première personne  d'un voyage dans l'Allemagne de nos jours, accompagnée d'informations tirées de l'actualité, d'impressions et rencontres avec des hommes d'esprit, des artistes, des hommes politiques, parmi lesquels l'ancien chancelier Helmut Schmidt, le rédacteur en chef du quotidien "Die Welt", des jeunes hommes et jeunes femmes musulmans, des leaders de gauche et des néo-nazis. Dans l'avant-propos il détaille les difficultés rencontrées pour éditer ce livre en Allemagne.
Le livre avait été commandé par la maison d'édition Rowohlt, qui fut surprise par la trop fréquente mise en évidence chez les interlocuteurs d'opinions antisémites ou qui frisaient avec l'antisémitisme. En Allemagne le titre est "Seul parmi les Allemands". Après sa traduction en anglais, Rowohlt préféra transférer ses droits sur le livre à la maison d'édition Suhrkamp.
Le livre resta pendant 4 mois sur la liste des best sellers du magazine Der Spiegel. En juin 2014 il fut traduit en hébreu et en italien.

## Attrape le Juif!
En 2014 paraît son livre Attrape le Juif !, fruit d'une enquête qu'il mène en 2013 et 2014 en Israël auprès d'israéliens, palestiniens, bédouins, étrangers, de tous horizons politiques, et qui lui permit de découvrir une propagande anti-israélienne extrêmement étendue aboutissant à la délégitimation de l'État d'Israël. Cette propagande, véhiculée par des Arabes palestiniens, des organisations de la gauche juive radicale et des activistes israéliens des droits de l'homme (révélant souvent chez ces deux dernières catégories de très névrotiques complexes de culpabilité voire une haine de soi), bénéficie d'un énorme appui financier et logistique d'organisations non-gouvernementales israéliennes, européennes et américaines principalement, bénéficiant généralement de financements de gouvernements étrangers, en premier lieu du gouvernement allemand ainsi que des régions allemandes. Dans un style inspiré de Hunter S. Thompson, de Michael Moore et du Sacha Baron Cohen de Borat, se présentant comme un journaliste allemand sympathisant de « la cause arabe », tour à tour naïf, insatiablement curieux, ou insistant pour obtenir des précisions ou vérifier ce qu'avancent ses interlocuteurs (contrairement aux activistes et journalistes européens et américains, qui croient aveuglément leurs interlocuteurs arabes), il parvint à effectuer de très révélatrices visites en Cisjordanie avec l'aide d'organisations pro-paix en réalité pro-palestiniennes, et à démasquer les vraies opinions et motivations de nombre de ses interlocuteurs : une admiration très répandue pour Adolf Hitler, la volonté de voir Israël débarrassé de sa population juive, la dissimulation du train de vie très confortable voire luxueux de nombreux palestiniens, le financement par les ONG étrangères d'activités pour la paix totalement fictives, ou par exemple des vues négationnistes sur la Shoah chez l'activiste Ataf Abu A-Rob de l'organisation B'Tselem. Chez les juifs d'Israël, il montre entre autres l'idéalisation des palestiniens par des intellectuels de gauche vivant dans des quartiers bourgeois le plus loin possible des palestiniens, la prison mentale que se sont construite des militants selon leurs femmes, particulièrement lucides envers leurs maris, dont l'ego ou les revenus dépendraient totalement de leur militantisme éperdu selon elles. Le livre de Tuvia Tenenbom montre aussi à quel point les dénonciations d'Israël par les activistes étrangers sont en réalité le seul moyen pour les antisémites occidentaux d'exprimer leur judéophobie sous ce voile en apparence vertueux qu'est le combat pour la paix, alors que leur passion anti-juive n'était plus exprimable depuis la Shoah. Il montre aussi à quel point on est loin d'un combat sincère et indiscriminé pour améliorer les conditions de vie et les droits humains des habitants de la région quand il met en évidence que tous les fonds étrangers sont en réalité dévolus aux seuls palestiniens alors qu'il y a des pauvres et des victimes de la guerre aussi chez les juifs, ou encore que nombre d'activistes sur le terrain ne consacrent leur temps à des activités critiques voire inquisitrices qu'à l'égard des juifs israéliens, jamais des palestiniens, considérés d'office comme purs car idéalisés, ou innocents car infantilisés par paternalisme.

## Activité théâtrale
Tenenbom est l'auteur de plus de 16 pièces de théâtre à l'intention du Jewish Theatre of New York dont il est le fondateur et le directeur depuis 1994.
Dans sa revue sur « Le dernier Juif d'Europe » le Corriere della Sera l'a qualifié de « plus iconoclaste et innovateur des dramaturges contemporains ».

### Œuvres dramatiques
- The Blue Rope
- The Last Virgin
- One Hundred Gates
- Diary of Adolf Eichmann
- Love Letters to Adolf Hitler
- Like Two Eagles
- The Beggar of Borough Park
- Love in Great Neck
- The American Jew
- The Suicide Bomber
- Mountain Jews
- Kabbalah
- Press #93 for Kosher Jewish Girls in Krakow.
- Father of the Angels
- Saida: A Tunisian Love Story
- The Last Jew in Europe  une farce sur un Juif qui veut épouser une Polonaise catholique  (la pièce fut critiquée par l'ambassade de Pologne à Washington[1])